# Курмангазы (месторождение)
Курмангазы (до 1991 г. — Кулалинская) — нефтегазоконденсатное месторождение в Казахстане, находится на казахстанском секторе северо-каспийского шельфа. Ближайший населенный пункт находится в 80 км, это порт Баутино Мангистауской области. Площадь Курмангазы составляет 1632 км².
Курмангазы расположена в шельфовом районе Казахстана, глубиной воды от 5 до 7 м. Рельеф дна имеет малые уклоны, с увеличением глубины воды на юг.

## Геология
Юрско-меловые отложения выделяются в качестве наиболее вероятного нефтеперспективного комплекса нефтегазоносной структуры Курмангазы, а однако по данным материалов сейсморазведочных работ на исследуемой площади не исключается возможность обнаружения залежей углеводородов и в отложениях триаса. Ожидаемое пластовое давление — в пределах 150—230 атм.
Основные перспективные горизонты — юрские и меловые, залегают на глубинах от 300 до 1200 метров. Определенный интерес представляют также отложения триаса, залегающие на глубинах 1200—2000 метров. Глубины моря в пределах структуры Курмангазы составляют в среднем около 5 метров.
Геологические перспективы Курмангазы оцениваются по аналогии с месторождениями полуострова Бузачи. Наиболее близким по геологическому типу к Курмангазы является сухопутное месторождение Каламкас. В отличие от соседнего месторождения Кашаган, Курмангазы является надсолевым. Это значительно облегчит освоение блока, поскольку не потребует проходки сквозь солевой слой.
Работы по строительству первой разведочной скважины на контрактной территории завершены 11 июня 2006 года.
Полученные результаты исследований позволили выяснить, что фактические параметры структуры отличаются от проектной модели.
Данные, полученные при бурении, станут основой для проведения дальнейших исследовательских работ, направленных на уточнение геологической модели нефтегазоносной структуры «Курмангазы».
После анализа всех полученных геолого-геофизических данных будут продолжены разведочные работы во исполнение обязательной программы работ, предусмотренной Контрактом на недропользование, в том числе по бурению второй разведочной скважины.
Бурение 2-х скважин оказались неудачно. По неофициальным данным, каротаж показал отсутствие в пробах даже следов остаточных запасов нефти.

## Участники проекта
Выполнение нефтяных операций по проекту возложено на ТОО «Курмангазы Петролеум» и зарегистрированной в г. Актау (Мангистауская область).
Доли участников проекта:
- Роснефть в лице ООО «РН-Казахстан» — 50 %;
- КазМунайГаз в лице АО МНК «КазМунайТениз» — 50 %.

Освоение этой структуры поведут на паритетных началах российская и казахстанская государственные нефтегазовые компании «Роснефть» и «КазМунайГаз». Стороны планируют инвестировать в проект $23 млрд. Общая прибыль от его реализации ожидается на уровне $50 млрд.
Проектом СРП предусмотрены три варианта максимального уровня добычи. По самому оптимистичному варианту добыча нефти на Курмангазы может достичь 64,5 млн тонн нефти в год. На этом уровне добыча может продержаться до семи лет. По среднему варианту на месторождении может добываться по 31,6 млн тонн нефти в год в течение десяти лет. Третий вариант предусматривает ежегодную добычу по 18,6 млн тонн с продолжительностью плато до двенадцати лет.

## Запасы
Перспективные геологические ресурсы структуры оцениваются специалистами в 6,2 млрд тонн. По предварительным расчетам 3,9 млрд тонн находится в отложениях юрского периода, 2,3 млрд тонн — мелового периода. Извлекаемые ресурсы нефти по структуре Курмангазы российскими специалистами оцениваются в объемах от 550 млн до 1800 млн тонн. Если предстоящие разведочные работы подтвердят прогнозы геологов, на казахстанском шельфе появится второе после Кашагана крупнейшее месторождение с извлекаемыми запасами в 1 млрд тонн нефти.

### Запасы
- Разработка нефтегазовой структуры Курмангазы на шельфе Казахстана будет осуществляться на условиях СРП
- РФ гарантировало «Роснефть» право на разработку (вместе с Казахстаном) морского месторождения Курмангазы на Каспии
- Подписан контракт о совместном освоении каспийского месторождения Курмангазы